# Sogndal
Sogndal és un municipi situat al comtat de Vestland, Noruega. Té 7.839 habitants (2016) i la seva superfície és de 745,83 km². El centre administratiu del municipi és la població de Sogndalsfjøra.